# Lista de consortes de Parma e Placência

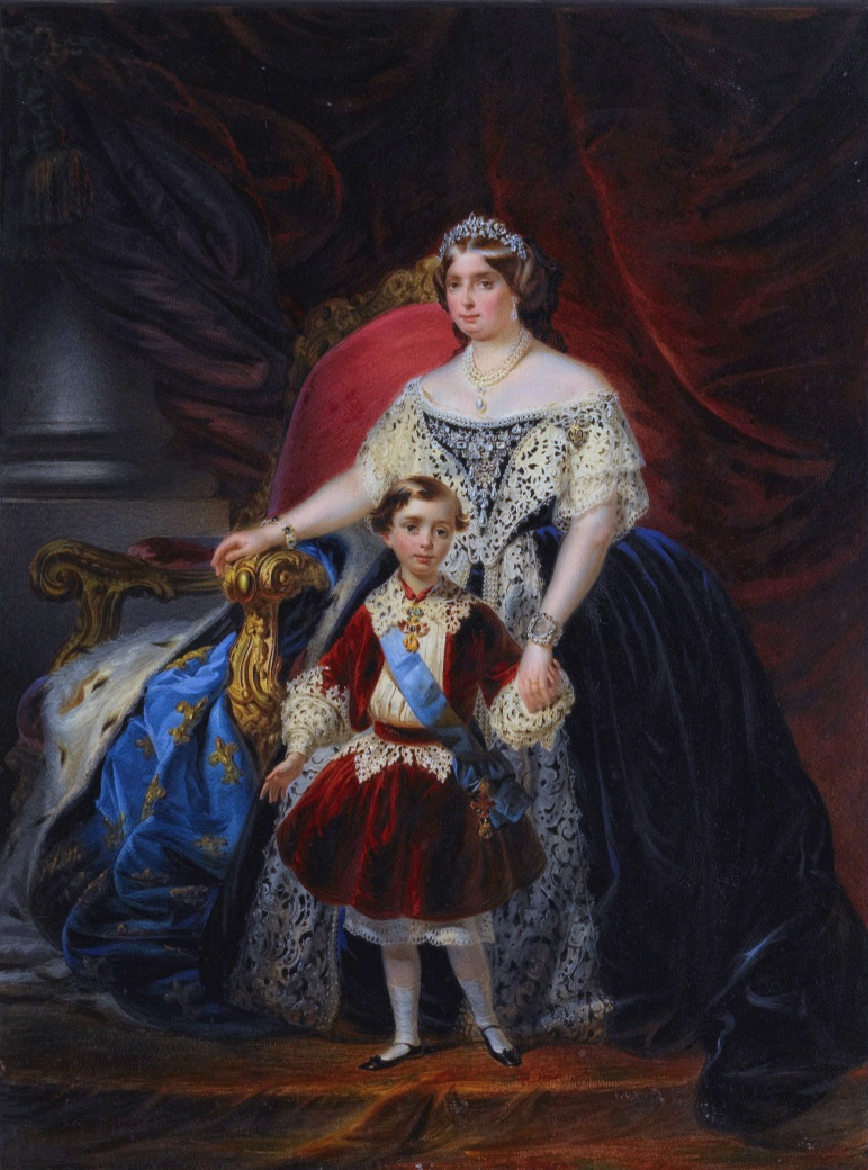
Luísa da França, Duquesa Regente de Parma, com seu filho, o Duque Roberto I de Parma

Esta é uma lista de consortes de Parma e Placência, desde sua criação em 1545 até a anexação ao Reino da Itália em 1859. De 1537 até 1649 foram também consortes de Castro, enquanto de 1748 a 1847 foram também consortes de Guastalla. Entre 1808 e 1814 o título foi abolido após a anexação francesa sendo restaurado após o Congresso de Viena.

## Consortes de Parma e Placência

### Casa de Farnésio
| Nome                                                                   | Retrato | Nascimento                                                                                                | Cônjuge                                       | Morte                          |
| ---------------------------------------------------------------------- | ------- | --- | --------------------------------------------- | ------------------------------ |
| Jerónima Orsini 19 de agosto de 1545 – 10 de setembro de 1547          |         | c. 1504 filha de Luís Orsini e Júlia Conti                                                                | Pedro Luís 1519 5 filhos                      | 1570 66 anos                   |
| Margarida de Áustria 10 de setembro de 1547 – 18 de janeiro de 1586    |         | 28 de dezembro de 1522 filha de Carlos V & I e Johanna van der Gheynst                                    | Otávio 4 de novembro de 1538 2 filhos         | 18 de janeiro de 1586 63 anos  |
| Margarida Aldobrandini 7 de maio de 1600 – 5 de março de 1622          |         | 29 de março de 1588 filha de Giovanni Aldobrandini e Olimpia Aldobrandini                                 | Rainúncio I 7 de maio de 1600 5 filhos        | 9 de agosto de 1646 58 anos    |
| Margarida de Médici 11 de outubro de 1628 – 11 de setembro de 1646     |         | 31 de maio de 1612 filha de Cosme II de Médici, Grão-Duque da Toscana e Maria Madalena da Áustria         | Eduardo 11 de outubro de 1628 8 filhos        | 6 de fevereiro de 1679 66 anos |
| Margarida Violante de Saboia 29 de abril de 1660 – 29 de abril de 1663 |         | 15 de novembro de 1635 filha de Vítor Amadeu I, Duque de Saboia e Cristina da França                      | Rainúncio II 29 de abril de 1660 2 filhos     | 29 de abril de 1663 27 anos    |
| Isabel d'Este 18 de fevereiro de 1664 – 17 de agosto de 1666           |         | 3 de outubro de 1635 filha de Francisco I d'Este, Duque de Módena e Maria Catarina Farnésio               | Rainúncio II 18 de fevereiro de 1664 3 filhos | 21 de agosto de 1666 30 anos   |
| Maria d'Este 1 de outubro de 1668 – 20 de agosto de 1684               |         | 8 de dezembro de 1644 filha de Francisco I d'Este, Duque de Módena e Maria Catarina Farnésio              | Rainúncio II 1 de outubro de 1668 9 filhos    | 20 de agosto de 1684 39 anos   |
| Doroteia Sofia de Neuburgo 8 de dezembro de 1695 – 26 de maio de 1727  |         | 5 de julho de 1670 filha de Filipe Guilherme, Eleitor Palatino e Isabel Amália de Hesse-Darmstadt         | Francisco 8 de dezembro de 1695 sem filhos    | 26 de maio de 1727 78 anos     |
| Henriqueta d'Este 26 de maio de 1727 – 20 de janeiro de 1731           |         | 27 de maio de 1702 filha de Reinaldo d'Este, Duque de Módena e Carlota Felicidade de Brunsvique-Luneburgo | António 26 de fevereiro de 1727 sem filhos    | 30 de janeiro de 1777 74 anos  |

### Casa de Habsburgo
| Nome                                                                                   | Retrato | Nascimento | Cônjuge                                        | Morte                          |
| -------------------------------------------------------------------------------------- | ------- | --- | ---------------------------------------------- | ------------------------------ |
| Isabel Cristina de Brunsvique-Volfembutel 3 de outubro de 1735 – 20 de outubro de 1740 |         | 28 de agosto de 1691 filha de Luís Rudolfo, Duque de Brunsvique-Luneburgo e Cristina Luísa de Oettingen-Oettingen | Carlos VI 1 de agosto de 1708 4 filhos         | 21 de dezembro de 1750 59 anos |
| Francisco Estêvão de Lorena 20 de outubro de 1740 – 18 de outubro de 1748              |         | 8 de dezembro de 1708 filho de Leopoldo, Duque de Lorena e Isabel Carlota de Orleães                              | Maria Teresa 12 de fevereiro de 1736 16 filhos | 18 de agosto de 1765 56 anos   |

### Casa de Bourbon-Parma
| Nome                                                                 | Retrato | Nascimento                                                                                               | Cônjuge                               | Morte                         |
| -------------------------------------------------------------------- | ------- | --- | ------------------------------------- | ----------------------------- |
| Luísa Isabel da França 18 de outubro de 1748 – 6 de dezembro de 1759 |         | 14 de agosto de 1727 filha de Luís XV de França e Maria Leszczyńska                                      | Filipe 25 de outubro de 1739 3 filhos | 6 de dezembro de 1759 32 anos |
| Maria Amália da Áustria 19 de julho de 1769 – 9 de outubro de 1802   |         | 26 de fevereiro de 1746 filha de Francisco I do Sacro Império Romano-Germânico e Maria Teresa da Áustria | Fernando 19 de julho de 1769 9 filhos | 18 de junho de 1804 58 anos   |

### Casa de Habsburgo-Lorena
| Nome                                                       | Retrato | Nascimento                                                                   | Cônjuge                                 | Morte                     |
| ---------------------------------------------------------- | ------- | ---------------------------------------------------------------------------- | --------------------------------------- | ------------------------- |
| Napoleão Bonaparte 11 de abril de 1814 – 5 de maio de 1821 |         | 15 de agosto de 1769 filho de Carlo Maria Bonaparte e Maria Letícia Ramolino | Maria Luísa 11 de março de 1810 1 filho | 5 de maio de 1821 51 anos |

### Casa de Bourbon-Parma (restaurada)
| Nome                                                                | Retrato | Nascimento                                                                                   | Cônjuge                                    | Morte                          |
| ------------------------------------------------------------------- | ------- | -------------------------------------------------------------------------------------------- | ------------------------------------------ | ------------------------------ |
| Maria Teresa de Saboia 17 de dezembro de 1847 – 19 de abril de 1849 |         | 19 de setembro de 1803 filha de Vítor Emanuel I da Sardenha e Maria Teresa da Áustria-Este   | Carlos II 5 de setembro de 1820 2 filhos   | 16 de julho de 1879 75 anos    |
| Luísa Maria da França 19 de abril de 1849 – 27 de março de 1854     |         | 21 de setembro de 1819 filha de Carlos Fernando, Duque de Berry e Carolina das Duas Sicílias | Carlos III 10 de novembro de 1845 4 filhos | 1 de fevereiro de 1864 44 anos |

## Titulares
Devido a anexação do Ducado de Parma e Placência ao Reino da Itália em 1859, as respectivas consortes foram apenas titulares, eram elas:

### Casa de Bourbon-Parma
| Nome                                                                     | Retrato | Nascimento | Cônjuge                                       | Morte                          |
| ------------------------------------------------------------------------ | ------- | --- | --------------------------------------------- | ------------------------------ |
| Maria Pia das Duas Sicílias 5 de abril de 1869 – 29 de setembro de 1882  |         | 2 de agosto de 1849 filha de Fernando II das Duas Sicílias e Maria Teresa da Áustria                            | Roberto I 5 de abril de 1869 12 filhos        | 29 de setembro de 1882 33 anos |
| Maria Antónia de Bragança 15 de outubro de 1884 – 16 de novembro de 1907 |         | 28 de novembro de 1862 filha de Miguel I de Portugal e Adelaide de Löwenstein-Wertheim-Rosenberg                | Roberto I 15 de outubro de 1884 12 filhos     | 14 de maio de 1959 96 anos     |
| Madeleine de Bourbon-Busset 15 de novembro de 1974 – 7 de maio de 1977   |         | 23 de março de 1898 filha de Georges de Bourbon-Busset, Conde de Lignières e Marie Jeanne de Kerret de Quillien | Xavier 12 de novembro de 1927 6 filhos        | 1 de setembro de 1984 86 anos  |
| Irene dos Países Baixos 7 de maio de 1977 – 18 de agosto de 2010         |         | 5 de agosto de 1939 filha de Bernardo de Lipa-Biesterfeld e Juliana dos Países Baixos                           | Carlos Hugo 29 de abril de 1964 4 filhos      |                                |
| Annemarie Gualthérie van Weezel 20 de novembro de 2010 – presente        |         | 18 de dezembro de 1977 filha de Hans Gualthérie van Weezel e Ank de Visser                                      | Carlos Xavier 20 de novembro de 2010 3 filhos |                                |